# Mermoz-Pinel (métro de Lyon)
Pour les articles homonymes, voir Mermoz.
Mermoz-Pinel est une station de métro française de la ligne D du métro de Lyon, au croisement du boulevard Pinel et de l'avenue Jean-Mermoz dans le quartier de Mermoz dans le 8e arrondissement de Lyon, préfecture de la région Auvergne-Rhône-Alpes, juste à la limite avec la commune de Bron.
Elle est mise en service en 1992, lors de l'ouverture à l'exploitation du prolongement de la ligne D vers le sud depuis la station Grange Blanche.

## Situation ferroviaire
La station Mermoz-Pinel est située sur la ligne D du métro de Lyon, entre les stations Laënnec et Parilly.

## Histoire
La station « Mermoz-Pinel » est mise en service le 11 décembre 1992, lors de l'ouverture officielle de l'exploitation du prolongement de la ligne D du métro de Lyon de la station Grange Blanche à la station Gare de Vénissieux.
Construite en souterrain, sur deux niveaux dont une mezzanine qui en constitue le niveau supérieur, sous le carrefour entre le boulevard Pinel et l'avenue Jean-Mermoz, elle était placée sous l'autopont de l'autoroute A43 détruit en 2010 et qui a permis de réaménager les alentours de la station. Elle est édifiée suivant un plan classique de deux voies encadrées par deux quais latéraux. La station a été réalisée par l'architecte Jean-René Salagnac, et porte le nom des voies se croisant à son emplacement et qui portent les noms de l'aviateur Jean Mermoz et du médecin Philippe Pinel,.
Il n'y a pas de personnel, des automates permettent l'achat et d'autres le compostage des billets. Elle équipée d'origine d'ascenseurs pour les personnes à mobilité réduite, et a été équipée de portillons d'accès le 18 mai 2006.
Au cours de l'été 2014, l'artiste street-art bisontin Nelio a repeint les murs des quais de la station et divers autres éléments placés sur la mezzanine sur près de 500 m2 avec un mélange de style abstrait et minimaliste reprenant les couleurs de la station (vert, blanc et jaune), avec quelques caractères typographiques,.

## Service des voyageurs

### Accueil
La station compte trois accès donnant sur la mezzanine, un de chaque côté de l'avenue Jean-Mermoz et surmontés d'un édicule de béton avec des grandes baies vitrées au cadre peint en jaune, et d'un troisième accès sans édicule donnant directement vers les Galeries Lafayette de Bron. Elle dispose dans la mezzanine de distributeurs automatiques de titres de transport et de valideurs couplés avec les portillons d'accès.
L'accès ne comportant pas d'édicule est identifié par une « libellule », nom donné aux totems courbés identifiant les stations de la ligne D depuis son ouverture et réalisés par les architectes Françoise-Hélène Jourda et Gilles Perraudin.

### Desserte
Mermoz-Pinel est desservie par toutes les circulations de la ligne.

### Intermodalité
La station est desservie par cinq lignes du réseau Transports en commun lyonnais (TCL), les lignes de bus C15 et C15E, 26, 79 et 1Ex. La nuit, la ligne de bus Pleine Lune PL2 est de passage. 
Depuis le 22 novembre 2019, elle est desservie par la ligne T6 qui relie la station Debourg à la station Hôpitaux Est - Pinel.
Elle est aussi desservie par les lignes X5, X6 et X7 des Cars Région Express. Un parc relais TCL pour voitures et vélos se situe à proximité.
Outre les rues et places avoisinantes, elle permet de rejoindre à pied différents sites, notamment : la piscine d'été Jean-Mermoz, le collège Jean-Mermoz et les Galeries Lafayette de Bron.